# Ilja Wassiljewitsch Grebenschtschikow
Ilja Wassiljewitsch Grebenschtschikow (russisch Илья Васильевич Гребенщиков; * 24. Junijul. / 6. Juli 1887greg. in St. Petersburg; † 8. Februar 1953) war ein russischer Chemiker, Physikochemiker und Hochschullehrer.

## Leben
Grebenschtschikow, Sohn einer Adelsfamilie, studierte Physikalische Chemie an der Universität Sankt Petersburg. Mit einer Diplomarbeit I. Klasse schloss er das Studium 1910 ab.
Von 1912 bis 1932 lehrte Grebenschtschikow am St. Petersburger Institut für Elektrotechnik an den Lehrstühlen für Physikalische Chemie und für Theoretische Elektrochemie. 1921–1930 leitete er den Lehrstuhl für Physikalische und Theoretische Chemie. 1922 wurde er zum Professor ernannt.
Zusammen mit N. N. Katschalow entwickelte Grebenschtschikow während des Ersten Weltkriegs 1915–1918 in der Kaiserlichen Porzellanmanufaktur St. Petersburg die Herstellung optischen Glases. 1918 nach der Oktoberrevolution gehörte Grebenschtschikow zu den Organisatoren des neuen Optik-Instituts (GOI) in Petrograd. Im Auftrage des Institutsdirektors D. S. Roschdestwenski gründete Grebenschtschikow dort das Chemische Laboratorium (später Chemische Abteilung des GOI), das er bis 1953 leitete.
1932 wurde Grebenschtschikow in die Sektion Mathematik und Naturwissenschaften der Akademie der Wissenschaften der UdSSR (AN-SSSR) gewählt. 1938 wurde er Mitglied des Büros der Sektion der Chemischen Wissenschaften und des Präsidiums der AN-SSSR.
1938 gründete Grebenschtschikow im GOI das Laboratorium für Silikatchemie. 1941 nach dem Tode N. S. Kurnakows wurde er Direktor des Kurnakow-Instituts für Allgemeine und Anorganische Chemie der AN-SSSR in Moskau. 1948 wurde aus dem Laboratorium für Silikatchemie das Institut für Sillikatchemie der AN-SSSR in Leningrad, das er bis zu seinem Tode leitete (und das 1962 seinen Namen erhielt). Ab 1975 gab er die Zeitschrift Glass Physics and Chemistry (Fizika i Khimiya Stekla) der AN-SSR und des Instituts für Silikatchemie heraus.
Grebenschtschikow gehörte zu den Vätern der Materialkunde der optischen Werkstoffe. Seine Arbeitsschwerpunkte waren die physikalischen und chemischen Eigenschaften der Silikat- und Nichtsilikatsysteme, ihre heterogenen Gleichgewichte, Sinterprozesse und Reaktionen im festen Zustand, die Strukturen von Gläsern und Flüssigkeiten, die Farben von Gläsern in Abhängigkeit von Zusammensetzung und Schmelz- und Wärmebehandlungen und die Beschichtung von Gläsern sowie die Herstellung poröser Gläser. Wegen der Wichtigkeit der Oberflächeneigenschaften wurde das Polieren von Gläsern und Metallen untersucht, woraus die Polierpaste GOI resultierte.
Grebenschtschikow war Mitglied des Obersten Sowjets der UdSSR während der 3. Sitzungsperiode (1950–1954). Er wurde auf dem Leningrader Wolkowo-Friedhof an den Literatenbrücken begraben. Er hinterließ eine Tochter und zwei Söhne. 1994 stiftete die Russische Akademie der Wissenschaften den Grebenschtschikow-Preis für hervorragende Arbeiten auf dem Gebiet der Chemie, Physikalischen Chemie und Technik der Gläser.

## Ehrungen
- Orden des Roten Sterns (1937)
- Stalinpreis (1942, 1952)
- Orden des Vaterländischen Krieges I. Klasse (1945)
- Orden des Roten Banners der Arbeit (1947)
- Leninorden (1947, 1952)